# Paraleptosomatides spiralis
Paraleptosomatides spiralis är en rundmaskart som beskrevs av Mawson 1956. Paraleptosomatides spiralis ingår i släktet Paraleptosomatides och familjen Leptosomatidae. Inga underarter finns listade i Catalogue of Life.